# Nordiska skatteavtalet
Nordiska skatteavtalet är ett dubbelbeskattningsavtal mellan de nordiska länderna samt Färöarna. Avtalet åsyftar att undvika dubbelbeskattning av inkomst och förmögenhet i Danmark, Färöarna, Finland, Island, Norge och Sverige. Avtalets beskattningsregler tillämpas endast i den mån dessa medför inskränkning av den skattskyldighet som annars skulle föreligga.

## Språk
Avtalet och protokollet är avfattade på danska, färöiska, finska, isländska, norska och svenska språken. På svenska språket har utfärdats två texter, en för Finland och en för Sverige. Samtliga texter har samma giltighet.

## Förhållande till tidigare avtal
- Avtalet mellan Sverige och Danmark om beskattning av anställda ombord på färjor och tåg i reguljär trafik mellan Danmark och Sverige som undertecknades den 30 september 1999 ska fortsatt gälla som lag.[4]
- Avtalet mellan Sverige och Norge som undertecknades den 22 oktober 2002 och som innehåller särskilda bestämmelser för undvikande av dubbelbeskattning vid byggande, underhåll och drift av Svinesundsbron ska gälla som lag.
- Vad som föreskrivs om tunnelförbindelsen gäller också för den konstgjorda halvö i Danmark till den del denna är anlagd eller underhålls av eller för Öresundskonsortiet.
- Vad som föreskrivs om bron över Öresund gäller också för den betalstation i Sverige (Lernacken) till den del denna uppförs, underhålls eller drivs av eller för Öresundskonsortiet.[5]

## Territoriell giltighet
- Danmark inbegriper inte självstyrande Färöarna och Grönland. Däremot ingår Färöarna som separat part i avtalet.
- Finland inbegriper inte landskapet Åland.
- Norge inbegriper inte Svalbard (med vilket avses även Björnön), Jan Mayen och de norska områdena ("biland") utanför Europa.[6]

## Diskrimineringsförbud
Medborgare i en avtalsslutande stat ska inte bli föremål för beskattning som är av annat slag än som medborgare i denna andra stat kan bli underkastad. Beskattningen av fast driftställe eller stadigvarande anordning, som företag eller person med hemvist i en avtalsslutande stat har i annan avtalsslutande stat, ska i denna andra stat inte vara mindre fördelaktig än beskattningen av företag eller person med hemvist i denna andra stat, som bedriver verksamhet av samma slag (den så kallade medborgarskapsregeln).

## Rättsfall
- Enligt 2 § 6 mom. lagen (1947:576) om statlig inkomstskatt beskattas utländska skadeförsäkringsföretag - till skillnad mot svenska - inte för det faktiska överskottet av försäkringsrörelsen utan enligt en särskild schablonregel. Ett norskt skadeförsäkringsföretag, som avser att driva verksamhet från ett fast driftställe i Sverige, har emellertid på grund av diskrimineringsförbudet i artikel 27 punkt 1 ansetts ha rätt att begära beskattning enligt de regler som gäller för svenska skadeförsäkringsföretag.[7]

Om företaget väljer beskattning enligt dessa regler, har företaget ansetts inte ha rätt att vid en senare taxering bli beskattat enligt schablonregeln. Förhandsbesked angående inkomstskatt.

## Fast driftställe
Fast driftställe definieras som "en stadigvarande plats för affärsverksamhet" enligt Bilaga 1 Artikel 5.

## Beskattning av olika inkomstslag
Dessa inkomstslag beskattas på följande sätt.
- Inkomst av fast egendom, inbegripet lantbruk och skogsbruk i den stat där fastigheten ligger[10]
- Inkomst av rörelse i den stat där rörelse finns. Undantag gäller i det fall fast driftställe finns i annan stat då beskattning av fasta driftställets inkomst ska ske i den staten.[11]
- Inkomst av sjöfart och luftfart i den stat där personen som förvärvar inkomsten har sitt hemvist[12]
- Utdelning i den stat där mottagaren har sitt hemvist - med många undantag[13]
- Ränta i den stat där mottagaren har sitt hemvist - med vissa undantag[14]
- Royalty i den stat där mottagaren har sitt hemvist - med vissa undantag[15]
- Realisationvinst efter försljning av fast egendom där fastigheten finns, på grund av försäljning av skepp, luftfartyg, aktie och annan lös egendom där ägaren är bosatt -med vissa undantag för aktieförsäljning[16]
- Självständig yrkesutövning där personen är bosatt - med vissa undantag[17]
- Enskild tjänst där arbetet utförs - med vissa undantag[18]
- Styrelsearvode där bolaget har sitt säte[19]
- Pension i den stat varifrån pensionen betalas[20]
- Inkomst från offentlig tjänst i den stat varifrån lönen betalas - med vissa undantag[21]
- Studerande och praktikant i den stat varifrån offentliga studiemedel betalas[22]
- Annan än tidigare nämnd inkomst i den stat där mottagaren är bosatt[23]
- Inkomst från eller tillgång i dödsbo får inte beskattas hos dödsbodelägare med hemvist i annan avtalsslutande stat[24]

## Metod för avräkning av skatt
I allmänhet ska creditmetoden tillämpas

## Förfarande vid beskattning i strid mot avtalet
Den skattskyldige kan utnyttja de rättsmedel som finns enligt intern rättsordning. Den skattskyldige kan också "lägga fram saken för den behöriga myndigheten" antingen i den stat där han har hemvist eller är medborgare. Om myndigheten finner invändningen grundad ska myndigheten "söka avgöra saken". Om den stat hos vars behöriga myndighet personen i fråga har lagt fram saken inte själv berörs av frågan, ska denna behöriga myndighet överlämna saken till behörig myndighet i någon av de stater som berörs av frågan. De berörda myndigheterna ska överlägga. Parten har själv inte rätt att delta men ska hållas underrättad.

## Diplomater och konsulärpersonal
Avtalet berör inte de privilegier som tillkommer diplomater eller konsuler enligt folkrättens regler.

## Handräckning
Mellan de nordiska länderna har också en lag om handräckning träffats.
Enligt den lagen ska handräckning lämnas i fråga om
1. delgivning av handlingar,
2. utredning i skatteärenden
3. tillhandahållande av deklarationsblanketter och andra skatteblanketter,
4. åtgärder för att undvika att preliminär skatt tas ut i mer än en avtalsslutande stat
5. uppbörd av skatt,
6. överföring av skatt, och
7. indrivning av skatt och säkerställande av betalning för fordran på skatt.[28]